# Терні (Міссурі)
Терні (англ. Turney) — селище (англ. village) в США, в окрузі Клінтон штату Міссурі. Населення — 114 особи (2020).

## Географія
Терні розташоване за координатами 39°38′15″ пн. ш. 94°19′16″ зх. д. / 39.63750° пн. ш. 94.32111° зх. д. (39.637603, -94.321028).  За даними Бюро перепису населення США в 2010 році селище мало площу 1,20 км², уся площа — суходіл.

## Демографія
Згідно з переписом 2010 року, у селищі мешкало 148 осіб у 64 домогосподарствах у складі 36 родин. Густота населення становила 123 особи/км².  Було 73 помешкання (61/км²).
Расовий склад населення:
| - 99,3 % — білих - 0,7 % — корінних американців |

До двох чи більше рас належало 0,0 %. Частка іспаномовних становила 0,7 % від усіх жителів.
За віковим діапазоном населення розподілялося таким чином: 25,7 % — особи молодші 18 років, 60,1 % — особи у віці 18—64 років, 14,2 % — особи у віці 65 років та старші. Медіана віку мешканця становила 38,8 року. На 100 осіб жіночої статі у селищі припадало 124,2 чоловіків;  на 100 жінок у віці від 18 років та старших — 120,0 чоловіків також старших 18 років.
Середній дохід на одне домашнє господарство  становив 38 810 доларів США (медіана — 31 250), а середній дохід на одну сім'ю — 64 346 доларів (медіана — 53 750). За межею бідності перебувало 23,4 % осіб, у тому числі 8,3 % дітей у віці до 18 років та 7,7 % осіб у віці 65 років та старших.
Цивільне працевлаштоване населення становило 54 особи. Основні галузі зайнятості: освіта, охорона здоров'я та соціальна допомога — 29,6 %, мистецтво, розваги та відпочинок — 24,1 %, транспорт — 13,0 %, роздрібна торгівля — 11,1 %.